# قشلاق چوخلی قوئی حاج حسنعلی
قشلاق چوخلی قوئی حاج حسنعلی یک منطقهٔ مسکونی در ایران است که در دهستان قشلاق غربی واقع شده‌است. قشلاق چوخلی قوئی حاج حسنعلی ۱۲۹ نفر جمعیت دارد.